# Louis Montoyer
Louis Joseph Montoyer (Mariemont, 1749 - Wenen, 5 juni 1811) was een Zuid-Nederlands architect. 

## Leven
Louis Montoyer was oorspronkelijk een steenhouwer uit Mariemont en leerling van de architect Laurent-Benoit Dewez in Brussel. In 1779 wordt hij meester-steenhouwer in Brussel bij het ambacht van de Vier Gekroonden. Nadat Dewez in 1780 als hofarchitect uit gratie valt bij de Oostenrijkse bestuurders, wordt Montoyer, tezamen met Charles De Wailly benoemd tot hofarchitect.
Na het vertrek van de Oostenrijkers in 1794, verlaat hij Brussel in 1795 om er zijn carrière verder te zetten.

## Realisaties
- Refuge van de Sint-Geertrui-abdij van Leuven in Brussel, vandaag als 'Wetstraat 16' het kantoor en kabinet van de premier van België en de FOD Kanselarij van de Eerste Minister
- Vierde vleugel van het Pauscollege in Leuven met nieuwe hoofdingang (1785), in opdracht van keizer Jozef II
- Vauxhall en Koninklijk-Parktheater (1782) in het Koninklijk Park
- Ceremoniehal in de Hofburg te Wenen (1804-1807)
- Palais Rasumofsky te Wenen (1805-1811)
- Cercle Royal Gaulois (1782)
- Toezicht op de bouw van het schip, de kruisbeuk, het koor, de Korinthische zuilen en de sacristie van de kerk Sint-Jacob-op-Koudenberg in 1785 en 1786
- Sint-Jan-Evangelistkerk (Blanden) (1789)
- Orangerie van het kasteel van Seneffe

- Gemeinsame Normdatei: 129233307
- International Standard Name Identifier: 0000 0001 1491 3212
- Library of Congress Control Number: no2011020256
- Union List of Artist Names: 500076123
- Virtual International Authority File: 47835537
- WorldCat: E39PBJkxKWb7WPKq6637fmkFKd